# میلتون (شهرستان اولستر، نیویورک)
میلتون (به انگلیسی: Milton) یک منطقهٔ مسکونی در ایالات متحده آمریکا است که در نیویورک واقع شده‌است. میلتون ۱٬۴۰۳ نفر جمعیت دارد.